# Вальтер Ріттер Прінціг фон Гервальт
Вальтер Ріттер Прінціг фон Гервальт (нім. Walter Ritter von Princig von Herwalt), (нар. 6 серпня 1862, Трієст — 9 січня 1943) — австро-угорський дипломат.

## Біографія
З 1 червня 1897 по 24 вересня 1898 рр. — Генеральний консул Австро-Угорщини в Лондоні.
З 30 жовтня 1898 по 3 червня 1902 рр. — консул Австро-Угорщини в Белграді.
Генеральний консул Австро-Угорщини в Гамбурзі.
З квітня по травень 1918 — посланник Австро-Угорщини в Українській Державі (Київ).